# Call-in-Gewinnspiel
Call-in-Gewinnspiele (auch Quiz-TV bzw. Quiz-Radio) sind im Rundfunk gesendete Gewinnspiele, bei denen Zuschauer beziehungsweise Zuhörer über Telefonmehrwertdienste an Rate- oder Quiz-Spielen teilnehmen können. Call-in-Sendungen gehören zum interaktiven Fernsehen. Call-in-Gewinnspiele sind Glücksspiele, die, gemäß der aktuellen Rechtsprechung, aufgrund des relativ geringen Einsatzes nicht unter das Glücksspielmonopol im Sinne des § 284 StGB (Unerlaubte Veranstaltung eines Glücksspiels) fallen.

## Angebot
| 2000   | 2001   | 2002  | 2003    | 2004               | 2005               | 2006                          | 2007                          | 2008                          | 2009               | 2010               | 2011               | 2012                     | 2013                     | 2014                     | 2015                     | 2016                     | 2017                     | 2018                     | 2019                   | 2020                   | 2021                   | 2022                   | 2023                   |                        |                        |  |  |  |  |  |  |  |  |  |
| RTL II | RTL II |       |         | RTL                |                    |                               | Super RTL                     | Super RTL                     | Super RTL          | Super RTL          |                    |                          |                          |                          |                          |                          |                          |                          |                        |                        |                        |                        |                        |                        |                        |  |  |  |  |  |  |  |  |  |
|        | 9Live  | 9Live | 9Live   | 9Live              | 9Live              | 9Live                         | 9Live                         | 9Live                         | 9Live              | 9Live              | 9Live              |                          |                          |                          |                          |                          |                          |                          |                        |                        |                        |                        |                        |                        |                        |  |  |  |  |  |  |  |  |  |
|        |        |       |         | Sat.1 & Kabel eins | Sat.1 & Kabel eins | Sat.1 & Kabel eins            | Sat.1 & Kabel eins            | Sat.1 & Kabel eins            | Sat.1 & Kabel eins | Sat.1 & Kabel eins | Sat.1 & Kabel eins |                          |                          |                          |                          |                          |                          |                          |                        |                        |                        |                        |                        |                        |                        |  |  |  |  |  |  |  |  |  |
|        |        |       |         |                    | ProSieben          | ProSieben                     | ProSieben                     | ProSieben                     | ProSieben          | ProSieben          | ProSieben          |                          |                          |                          |                          |                          |                          |                          |                        |                        |                        |                        |                        |                        |                        |  |  |  |  |  |  |  |  |  |
|        |        |       |         |                    |                    |                               |                               |                               |                    | sixx               |                    |                          |                          |                          |                          |                          |                          |                          |                        |                        |                        |                        |                        |                        |                        |  |  |  |  |  |  |  |  |  |
|        |        |       | BTV4U   |                    |                    |                               |                               |                               |                    |                    |                    |                          |                          |                          |                          |                          |                          |                          |                        |                        |                        |                        |                        |                        |                        |  |  |  |  |  |  |  |  |  |
|        |        |       |         |                    |                    | NICK, Comedy Central und VIVA | NICK, Comedy Central und VIVA | NICK, Comedy Central und VIVA |                    |                    |                    |                          |                          |                          |                          |                          |                          |                          |                        |                        |                        |                        |                        |                        |                        |  |  |  |  |  |  |  |  |  |
|        |        |       |         |                    |                    | Tele 5                        | Tele 5                        | Tele 5                        |                    |                    |                    |                          |                          |                          |                          |                          |                          |                          |                        |                        |                        |                        |                        |                        |                        |  |  |  |  |  |  |  |  |  |
|        |        |       |         |                    |                    | Das Vierte                    | Das Vierte                    | Das Vierte                    | Das Vierte         |                    |                    | Das Vierte               |                          |                          |                          |                          |                          |                          |                        |                        |                        |                        |                        |                        |                        |  |  |  |  |  |  |  |  |  |
|        |        |       |         |                    |                    | ATV                           | ATV                           | ATV                           | ATV                | ATV                |                    |                          |                          |                          |                          |                          |                          |                          |                        |                        |                        |                        |                        |                        |                        |  |  |  |  |  |  |  |  |  |
|        |        |       |         |                    |                    |                               | Austria 9                     | Austria 9                     | Austria 9          | Austria 9          |                    |                          |                          |                          |                          |                          |                          |                          |                        |                        |                        |                        |                        |                        |                        |  |  |  |  |  |  |  |  |  |
|        |        |       |         |                    |                    |                               | Star TV                       | Star TV                       | Star TV            | Star TV            |                    |                          |                          | Star TV                  |                          |                          |                          |                          |                        |                        |                        |                        |                        |                        |                        |  |  |  |  |  |  |  |  |  |
|        |        |       |         |                    |                    |                               |                               |                               |                    |                    |                    | FTL Deutschland          | FTL Deutschland          |                          |                          |                          |                          |                          |                        |                        |                        |                        |                        |                        |                        |  |  |  |  |  |  |  |  |  |
|        |        |       |         |                    |                    |                               |                               |                               |                    |                    |                    | Family TV                |                          |                          |                          |                          |                          |                          |                        |                        |                        |                        |                        |                        |                        |  |  |  |  |  |  |  |  |  |
|        |        |       |         |                    |                    |                               |                               |                               |                    |                    |                    |                          |                          | Hallo TV                 |                          |                          |                          |                          |                        |                        |                        |                        |                        |                        |                        |  |  |  |  |  |  |  |  |  |
|        |        |       | Sport 1 | Sport 1            | Sport 1            | Sport 1                       | Sport 1                       | Sport 1                       | Sport 1            | Sport 1            | Sport 1            | Sport 1                  | Sport 1                  | Sport 1                  | Sport 1                  | Sport 1                  | Sport 1                  | Sport 1                  | Sport 1                | Sport 1                | Sport 1                | Sport 1                |                        |                        |                        |  |  |  |  |  |  |  |  |  |
|        |        |       |         |                    |                    |                               |                               |                               |                    |                    |                    | Kohlecountdown, BB Radio | Kohlecountdown, BB Radio | Kohlecountdown, BB Radio | Kohlecountdown, BB Radio | Kohlecountdown, BB Radio | Kohlecountdown, BB Radio | Kohlecountdown, BB Radio |                        |                        |                        |                        |                        |                        |                        |  |  |  |  |  |  |  |  |  |
|        |        |       |         |                    |                    |                               |                               |                               |                    |                    |                    |                          | Folx Music Television    | Folx Music Television    | Folx Music Television    | Folx Music Television    | Folx Music Television    | Folx Music Television    |                        |                        | Folx TV                |                        |                        |                        |                        |  |  |  |  |  |  |  |  |  |
|        |        |       |         |                    |                    |                               |                               |                               |                    |                    |                    |                          |                          |                          | Turboquiz, Antenne MV    | Turboquiz, Antenne MV    | Turboquiz, Antenne MV    |                          |                        |                        |                        |                        |                        |                        |                        |  |  |  |  |  |  |  |  |  |
|        |        |       |         |                    |                    |                               |                               |                               |                    |                    |                    |                          |                          |                          |                          | Cashquiz, Radio Energy   | Cashquiz, Radio Energy   | Cashquiz, Radio Energy   | Cashquiz, Radio Energy | Cashquiz, Radio Energy | Cashquiz, Radio Energy | Cashquiz, Radio Energy | Cashquiz, Radio Energy | Cashquiz, Radio Energy | Cashquiz, Radio Energy |  |  |  |  |  |  |  |  |  |
|        |        |       |         |                    |                    |                               |                               |                               |                    |                    |                    |                          |                          |                          |                          |                          |                          | freenet shopping         | freenet shopping       |                        |                        |                        |                        |                        |                        |  |  |  |  |  |  |  |  |  |
|        |        |       |         |                    |                    |                               |                               |                               |                    |                    |                    |                          |                          |                          |                          |                          |                          |                          |                        | 4+                     |                        |                        |                        |                        |                        |  |  |  |  |  |  |  |  |  |
| ------ | ------ | ----- | ------- | ------------------ | ------------------ | ----------------------------- | ----------------------------- | ----------------------------- | ------------------ | ------------------ | ------------------ | ------------------------ | ------------------------ | ------------------------ | ------------------------ | ------------------------ | ------------------------ | ------------------------ | ---------------------- | ---------------------- | ---------------------- | ---------------------- | ---------------------- | ---------------------- | ---------------------- |  |  |  |  |  |  |  |  |  |

läuft noch
eingestellt

### Bis 2011
Anfänglich wurden diese Call-in-Gewinnspiele in Deutschland von RTL II (Call-tv), dann von dem darauf spezialisierten Fernsehsender 9Live angeboten. Mittlerweile hatten weitere Fernsehsender (u. a. Sat.1, ProSieben, kabel eins bis 2011, sowie Sport1, Das Vierte, Tele 5, bis 2008 NICK, Comedy Central und VIVA und bis 2007 die Sender der RTL Group) das Format meist in der Nachtschiene übernommen. Von Juni bis Dezember 2003 war auch der umstrittene baden-württembergische Sender BTV4U als spezialisierter Call-in-Gewinnspiel-Sender sehr erfolgreich und entwickelte zahlreiche neue Call-in-Varianten. Viele frühere BTV4U-Mitarbeiter arbeiteten anschließend für 9Live, Sonnenklar TV und die Mass Response Service in Wien.
Auch für den Hörfunk haben so genannte telefonische Mehrwertdienste in Verbindung mit Gewinnspielen als zusätzliche Einnahmequelle an Bedeutung gewonnen. Nur auf den ersten Blick handelt es sich um Geschicklichkeitsspiele. Da der Zufall eine wesentlich größere Rolle spielt, handelt es sich einem Urteil des Landgerichts Freiburg zufolge – auf Grund des geringen Einsatzes – um legale Glücksspiele.
In der Schweiz sind Gewinnspiele nur dann erlaubt, wenn die Teilnahme an den Gewinnspielen auch auf einem Weg möglich ist, der dem Wettbewerbsveranstalter kein Geld einbringt. In der Schweiz kann der Zuschauer deshalb auch zum Beispiel kostenlos über Internet, WAP oder per Postkarte mitmachen. In der Schweiz lief die Sendung Swissquiz und Swissquiz 2Night parallel auf den Kanälen Star TV, 3+, VIVA Schweiz und U1 TV tagsüber und in der Nacht während mehrerer Stunden. Die Sendungen wurden von der mass response Service GmbH in Wien produziert. Der Sender Star TV übernahm während einiger Zeit in der Nacht das Programm von 9Live. Nach einem kritischen Bericht der Sendung Kassensturz im Schweizer Fernsehen im Jahre 2010 sind praktisch alle Call-in-Sendungen in der deutschsprachigen Schweiz verschwunden.
In Österreich gibt es – neben den aus Deutschland stammenden oben genannten Sendern – auf ATV und Puls 4 eigene Call-in-Gewinnspiele. 2005 hatte auch der ORF eine entsprechende Sendung in der Nacht, stellte diese aber nach Protesten wieder ein.
Seit 2004 produzierte 9Live für die Sender Channel 4 und später für Five aus Großbritannien. Mitte September startete 9Live ein vierstündiges Programmfenster von 21:30 Uhr bis 01:30 Uhr auf dem arabischen Fernsehsender mLive. Der Sender strahlte sein Programm via Eutelsat und Arabsat in mehr als 22 Länder aus (u. a. Syrien, Jordanien, Irak, Kuwait, Tunesien, Marokko, Ägypten, Algerien).
Am 31. Mai 2011 fand auf dem Sender 9Live die letzte Spielshow statt, bevor der Sender den Live-Betrieb aus dem Studio beendete. Gleichzeitig gab die ProSiebenSat.1 Media AG die Produktion von Call-in-Quizformaten für ihre Programme auf. Bis zum 9. August 2011 sendete 9Live Wiederholungen von deutschen und US-amerikanischen Serien, bevor der Sender endgültig abgeschaltet wurde. Außer im digitalen Kabel wurde der Sender auf seiner Frequenz durch „sixx“ ersetzt. Wegen zurückgehender Einnahmen in allen Call-in-Shows verschwanden diese auch allmählich aus dem deutschen Fernsehen.

### Seit 2011
Nach dem Ende von 9Live gab es ursprünglich nur das Sport Quiz auf Sport 1, das montags bis freitags von 8:30 bis 11:30 Uhr sowie samstags gesendet wurde. Seit 2015 gab es zudem Nachtausgaben, welche 2016 die Vormittagsausgaben komplett ersetzten. Danach wurde die Sendung sehr unregelmäßig ausgestrahlt, vorwiegend an Feiertagen. Seit Juni 2021 wurde die Sendung wieder regelmäßig in der Nacht ausgestrahlt, bis sie am 26. Dezember 2022 komplett eingestellt wurde. Mit einer Laufzeit von 19 Jahren war sie die längste Call-In-Show im deutschen Fernsehen. Das Cashquiz, welches unter anderem auf Radio Energy ausgestrahlt wird, ist somit die einzige, noch aktiv laufende, Call-In Sendung in Deutschland.
Vom 19. Dezember 2012 bis zum Sendeschluss im Jahr 2013 gab es auf dem Sender FTL Deutschland Call-in-Formate. Im Jahr 2014 gab es zwei weitere Call-in-Sendungen auf dem österreichischen Sender Hallo TV und auf dem Schweizer Sender Star TV, die aber nach kurzer Zeit eingestellt wurden. Von September 2013 bis Mai 2018 wurde auf dem österreichischen Volksmusik- und Schlagersender Folx Music Television täglich das sogenannte „Folx Quiz“ ausgestrahlt. Von Frühling bis Sommer 2021 lief dort das Nachfolgeformat „Deine Chance Show“. Vom 8. Dezember 2018 bis zum 9. Februar 2019 wurde auf dem, zur freenet AG gehörigen, Sender freenet shopping die Sendung „Geldregen“ ausgestrahlt.
Von Oktober bis Dezember 2020 wurde diese Sendung unter gleichem Namen auf dem Sender 4+ in der Schweiz übertragen.

## Teilnahme und Kosten
Unabhängig davon, ob Anrufer zum Moderator durchgestellt oder ob sie nur auf eine Bandansage geleitet werden, bezahlen sie bei den einschlägigen deutschen Sendern 0,50 Euro pro Anruf aus dem Festnetz der Deutschen Telekom oder 0,70 Euro pro Anruf aus Österreich. Der Sender verdient damit pro Anruf mindestens 0,25 Euro bis maximal 0,32 Euro.
Obwohl das Anrufen nur Personen ab 18 Jahren erlaubt ist, darf der Sender sein Programm auch tagsüber zu jugendschutzrelevanten Zeiten ausstrahlen. Eine altersbezogene Zutrittskontrolle, wie sie bei Spielhallen und Spielcasinos vorgeschrieben ist, findet nicht statt. Aus technischer Sicht wäre eine Zugangskontrolle auf das TV-Spielangebot durch Zugangsberechtigungssysteme möglich (vgl. Jugendschutz-Zugangskontrolle beim Bezahlfernsehsender Sky).

## Gewinnspieltypen
Den möglichen Geldpreisen von mehreren 100 Euro bis einigen 1000 Euro steht der Einsatz in Form eines erhöhten Verbindungsentgelts für einen Telefonanruf oder eine SMS über eine Mehrwertdienstnummer gegenüber.
In der Vergangenheit wurden im Fernsehbereich häufig verschiedene, auf den ersten Blick einfache Rätselvarianten mit Schautafeln oder eingeblendeten Standbildern („Zählen Sie alle Tiere“) vorgestellt, deren Lösungswege aber mitunter kaum nachvollziehbar waren. Dies rief die Landesmedienanstalten auf den Plan, die die Veranstalter zur Erstellung und vor allem zur Einhaltung einer Selbstverpflichtung drängten. In der Folge ging die Entwicklung teilweise hin zu eigentlich leicht lösbaren Rätseln, die aber auf den ersten Blick schwierig erscheinen und vom Moderator auch entsprechend dargestellt werden.
Oft zu finden sind auch Spiele, bei denen die Zuschauer Wörter erraten sollen, die einen vorgegebenen Wortteil (z. B. „Box…“) gemeinsam haben. Die zu Beginn erratenen Begriffe (Bsp.: Boxfan, Boxkampf) unterscheiden sich dabei häufig vom Rest der gesuchten Lösungen, die oftmals ungebräuchlichere, teilweise nicht einmal im Duden vorkommende Wortzusammensetzungen sind (Bsp.: Boxbehörde, Boxamt, Boxerschmiere, Boxhochburg, Boxboom, Boxgarde, Boxgeburtstagstorte).
Bei Spielen, bei denen aus einer bestimmten Menge vorgegebener Buchstaben ein gesuchtes Wort gebildet werden muss, sind die Buchstaben nicht selten so angeordnet, dass beim einfachen Lesen Zeile für Zeile von rechts nach links ein vermeintlich bekanntes Wort entsteht, das jedoch falsch geschrieben ist oder einen Neologismus darstellt und deshalb nicht als Lösung zulässig ist.
In Rechenaufgaben sind je nach Aufgabenstellung auch römische oder ausgeschriebene, rückwärts zu lesende Ziffern zu berücksichtigen.

## Zuschauermotivierung
Moderatoren, wie bei 9Live die aus Big Brother bekannten Alida-Nadine Kurras oder Jürgen Milski, haben die Aufgabe, die Zuschauer zum Anrufen zu motivieren.
Sie animieren unter anderem durch lautes Rufen und Suggestion von hohen Gewinnwahrscheinlichkeiten von mitunter sehr hohen Geldsummen zu kostenpflichtigen Anrufen. Die eigentlichen Gespräche mit den Anrufern führen die Mitarbeiter im Call-Center des Senders.

## Chancen
Nur selten gelingt es einem Anrufer, einen hohen Preis zu gewinnen, da zwar immer eine Chance auf Teilnahme besteht, diese aber denkbar gering ist und teilweise die Rätsel kaum durchschaubar sind (vgl. oben). Bei den höheren Gewinnen werden nicht selten über mehrere Stunden keine Anrufer durchgestellt. In der Regel hört man eine Ansage wie zum Beispiel:

„Hallo! Vielen Dank, dass Sie uns angerufen haben. Leider haben Sie dieses Mal kein Glück gehabt. Versuchen Sie es gern nochmal. Dieser Anruf kostet Sie 50 Cent aus dem Netz der Deutschen Telekom.“

Eine vermeintlich höhere Chance auf Teilnahme wird suggeriert, indem angeblich mehrere Telefonleitungen gleichzeitig „freigeschaltet“ werden. Dabei bleibt häufig unklar, wie viele Leitungen es insgesamt gibt oder dass diese Leitungen nur zu einem bestimmten Zeitpunkt freigeschaltet sind.
Die Verbraucherzentrale hat ermittelt, dass bei 9Live jeder 25. Anrufer die Chance erhielt, Namen und Telefonnummer zu nennen, um später am Quiz in der Sendung teilzunehmen.
Heute wird üblicherweise auf den Spielmodus Leitungs-Hotbutton zurückgegriffen. Hierbei soll der Anrufer beim Treffen einer bestimmten „Leitung“ unmittelbar mit dem Moderator verbunden werden. Die Wahrscheinlichkeit, eine der freigeschalteten Leitungen zu treffen, ist jedoch gering. Als einziger deutschsprachiger Sender informierte Tele 5 in einem Laufband über die tatsächliche Wahrscheinlichkeit und beziffert diese mit 1:10.000 bis 1:300.000.

## Kritik
Die beworbene Gesamtgewinnsumme wird oftmals nur ausgespielt, wenn ein zusätzliches Glücksspiel gewonnen wird. Die Chancen hierzu liegen meist im Promillebereich. Die Sender verzichteten bis zur Selbstverpflichtung im Jahre 2007 (siehe oben) im Normalfall auf jegliche Erläuterung des korrekten Lösungswegs. Durch anscheinend willkürlich eingeblendete „Countdowns“ wird suggeriert, dass mit Ablauf derselben ein Anrufer gewinnt. Das Spiel läuft in Folge jedoch meist weiter, indem weitere „Countdowns“ eingeblendet oder „Jackpot-Gewinne“ zugesichert werden. Durch verschiedene Ansagen der Moderatoren wird der Eindruck erweckt, dass aktuell niemand beim Sender anrufe und deshalb die individuellen Gewinnchancen erhöht seien. So hat z. B. die rheinland-pfälzische Landeszentrale für Medien und Kommunikation (LMK) zwei Ausgaben der zwischenzeitlich eingestellten Sat.1-Sendung Quiz Night beanstandet, da Zuschauer durch irreführende Angaben unter Zeitdruck gesetzt wurden.
Die Sendung Kassensturz des SF DRS hat wiederholt Unregelmäßigkeiten in der Sendung SwissQuizz zum Thema gemacht, insbesondere Fake-Anrufe, gesperrte Leitungen, Gewinnkürzung oder das Übergehen eines Anrufes mit richtiger Lösung. Die Produzentin der Sendung, die Firma Primavera-TV bzw. Mass Response, hat die Vorwürfe durchwegs bestritten, musste aber zumindest in einem Fall Fehler eingestehen. Eine ausfindig gemachte Anruferin hat gegenüber Kassensturz zugegeben, jeweils unter diversen Namen angerufen zu haben. Ebenso haben Mitarbeiter der Quiz-Sendung gegenüber Kassensturz Unregelmäßigkeiten bestätigt.
Im Jahre 2011 gelang es den Machern der belgischen Satiresendung Basta, für ein halbes Jahr lang einen Maulwurf in die Call-in-TV-Produktion Quizzit, die von den Privatsendern VTM und 2BE ausgestrahlt wird, einzuschleusen. Der als Moderator angestellte Maxime De Winne (in Wirklichkeit Theaterschauspieler) sammelte nach Art eines investigativen Journalisten mit versteckter Kamera und Mikrofonen Informationen, welche die illegalen Machenschaften der beiden Privatsender aufdeckten. Unmittelbar nach Bekanntwerden dieser Informationen nahmen sowohl VTM als auch 2BE sämtliche Call-in-Sendungen aus dem laufenden Programm. Auch kündigte der Staatssekretär für die Koordination der Betrugsbekämpfung Carl Devlies an, die Gesetze für Call-in-Gewinnspiele deutlich zu verschärfen.

### Ermittlungen in Österreich
Seit Oktober 2014 finden in Österreich Ermittlungen zum Thema Call-in statt, in die unter anderem die Mass Response Service (MRS), die vorübergehend der Telekom Austria gehörte, verwickelt ist. Es wurden drei Beschuldigte verhaftet, zwei davon in Deutschland, einer in Österreich. Die Staatsanwaltschaft Wien ermittelt bereits seit Jahren wegen gewerbsmäßigen Betrugs, bzw. Beihilfe. Bisher wurden alle Vorwürfe grundsätzlich bestritten, inzwischen gab es jedoch Geständnisse. Wie sich aus dem Haftbefehl erschließt, hingen die Anrufer in teuren Warteschleifen, während monatelang Fake-Anrufer organisiert und eingesetzt wurden, deren Telefonnummern im Voraus einprogrammiert worden seien. Diese Lockvögel sollen dafür 500 Euro bekommen haben, während der offiziell ausgelobte Gewinn nicht ausgezahlt wurde. Somit wurden von Mai 2004 bis Juli 2005 mehr als 360.000 Euro an Scheingewinnen kassiert. Laut Gutachten gab es eigene Konten für die Scheingewinne und die Fake-Anrufer hätten in einem Chat-Raum Anweisungen für die Rolle bekommen, die sie unter unterschiedlichen Namen spielen sollten. Um in der Sendung nicht aufzufallen, gaben sie zur Abwechslung auch falsche Antworten oder legten auf.
Dieses Prinzip der Scheinanrufer gab es laut dem nun verhafteten Deutschen S. M., der mit seiner Gesellschaft die erste Call-in-Show in Österreich für den Fernsehsender ATV produziert hat, seit 2004. Er habe einem Mitarbeiter des TV-Studios Marx Media Vienna (MMV) erklärt, er brauche Leute, die sich „während der Sendung gegen Bezahlung zur Verfügung halten“, um, ins Studio geschaltet, vorab bekanntgegebene Antworten auf die Quizfragen zu geben. Diese sollten nach dem Gewinn „ihrer Freude … Ausdruck verleihen“, während echte Anrufer nicht durchgestellt wurden. Das Ziel sei es gewesen, die Anruferzahlen zu steigern. Wie hoch die Kosten der in der Warteschleife verhakten Anrufer war, wird noch ermittelt. Der Schaden der Täuschung soll insgesamt die Summe von 24 Millionen Euro übersteigen. Dies kam dadurch zustande, dass man den Anrufern trotz Warteschleife suggeriert habe, ins Studio durchgeschaltet werden zu können, was aber technisch unterbunden wurde.
Ab 2009 wurden laut Haftbefehl sogar Stimmverzerrer eingesetzt, da Kritikern der Sendungen die Ähnlichkeit der Gewinnerstimmen aufgefallen ist. Dies fiel im selben Jahr dem Kritiker Marc Doehler beim ehemaligen Sender 9Live auf, als der normalerweise männliche Daueranrufer Tobias unerwartet mit verstellter Frauenstimme durchgestellt wurde und sofort auflegte. Der Moderator Robin Bade wurde daraufhin verunsichert. In seinem einstündigen Film Anrufen und verlieren auf YouTube wies er auf die Missstände der Call-in-Sendungen in Österreich und der Schweiz hin.
Mass Response Service hat 2011 ihrerseits Anzeige erstattet und sich dem Verfahren – weil sie sich geschädigt fühlt – als Privatbeteiligte angeschlossen, wie ihr heutiger Eigentümer und Geschäftsführer, Franz Pichler, betont.

## Legalität
Die von den Sendern aufgestellten Regeln stellen sicher, dass nur wenige Gewinne ausgezahlt werden müssen. Offene Betrugshandlungen wie etwa heimlich gesperrte Leitungen oder eine Lösungsänderung bei laufendem Spiel können durch die Überwachung der Landesmedienanstalten nicht festgestellt werden, die momentan lediglich stichprobenartig und häufig erst nach Zuschaueraufforderung das ausgestrahlte Programm überwachen. Auch wettbewerbsrechtliche Prüfungen sind zugunsten der Veranstalter ausgefallen.
In Deutschland wies ein Senat des Oberlandesgerichts München eine Einstweilige Verfügung des Verbands Sozialer Wettbewerb am 22. Dezember 2005 ab, der wegen unlauteren Wettbewerbs (u. a. verbotenes Glücksspiel, Täuschung über die tatsächliche Gewinnaussicht) gegen 9Live geklagt hatte. Die Richter begründeten das Urteil damit, dass jeder nur halbwegs verständige Teilnehmer wisse, dass immer nur eine Chance bestehe, durch einen Anruf Gewinner eines der angebotenen Gewinnspiele zu werden. Im Übrigen sei den Zuschauern klar, dass sie für die Teilnahme ein Entgelt in Form der Telefongebühren entrichten müssen.
Das Urteil behandelt dabei nicht die von vielen Seiten als unseriös bezeichnete und für den Zuschauer intransparente Durchführung von Gewinnspielen, noch berücksichtigt es die Wahrscheinlichkeit, bei einem der Angebote teilnehmen oder gewinnen zu können (z. B. kostenpflichtige Telefonvorauswahl, Spielregeln). Auch die Gewinnquoten in Relation zu den tatsächlichen Anrufern wurden nicht beleuchtet.

## Populärkultur
Das Lied Neun Live der Wise Guys thematisiert auf satirische Weise die Kritik an Call-in-Sendungen.
In ihrem 2008 veröffentlichten Lied Bettina, zieh dir bitte etwas an beschäftigte sich die deutsche Hip-Hop-Gruppe Fettes Brot mit Call-in-Sendungen, in denen leichtbekleidete Frauen moderieren und zum Anruf animieren sollen.
Oliver Kalkofe überzog in seiner Sendung Kalkofes Mattscheibe wiederholt Call-in-Shows aufgrund ihrer Machart mit beißendem Spott.
Holger Kreymeier von Fernsehkritik-TV zeigte in seinem gleichnamigen Internet-TV-Magazin in Zusammenarbeit mit dem Berliner Betreiber eines Call-in-kritischen Internetforums Marc Döhler regelmäßig Ausschnitte aus diversen Call-in-Sendungen und übte deutliche Kritik an diesem Format.
Die Essener Hip-Hop-Formation 257ers parodierte im Musikvideo zu ihrer Single Holz (auf dem Album Mikrokosmos) sowohl Teleshopping-Kanäle als auch Call-in-Gewinnspiele. Unter anderem wird darin ein Flipchart gezeigt, auf dem als Frage „Dinge aus »Holz«“ geschrieben steht. Sämtliche Antwortmöglichkeiten – bis auf eine – lauten ebenfalls „Holz“, die einzige Ausnahme heißt „Baum“.
In der Nachtschleife des Kinderkanals trat Bernd das Brot auch als Moderator einer Call-in-Show-Persiflage mit einer simplen Frage und aberwitzigen Telefonkosten auf.